# NGC 5252
NGC 5252 ist eine Linsenförmige Galaxie vom Hubble-Typ S0 im Sternbild Jungfrau, die als Seyfert-2-Galaxie katalogisiert wird. Sie ist schätzungsweise 306 Millionen Lichtjahre von der Milchstraße entfernt und hat einen Durchmesser von etwa 130.000 Lj.
Das Objekt wurde am 2. Februar 1786 von dem Astronomen William Herschel mithilfe seines 18,7-Zoll-Spiegelteleskop entdeckt.